# Altpreußisches Infanterieregiment No. 11 (1806)

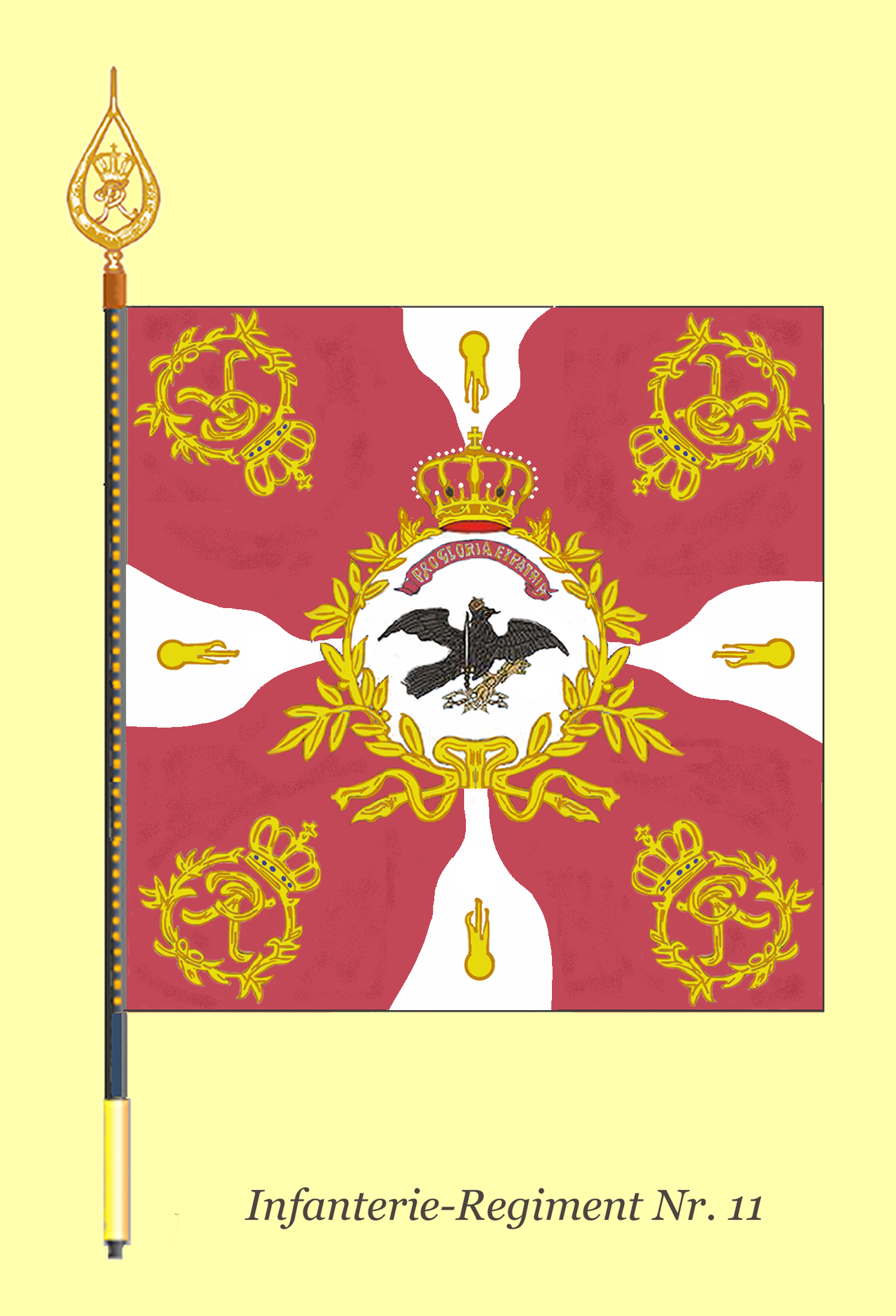
Fahne des Infanterie-Regiments Nr. 11

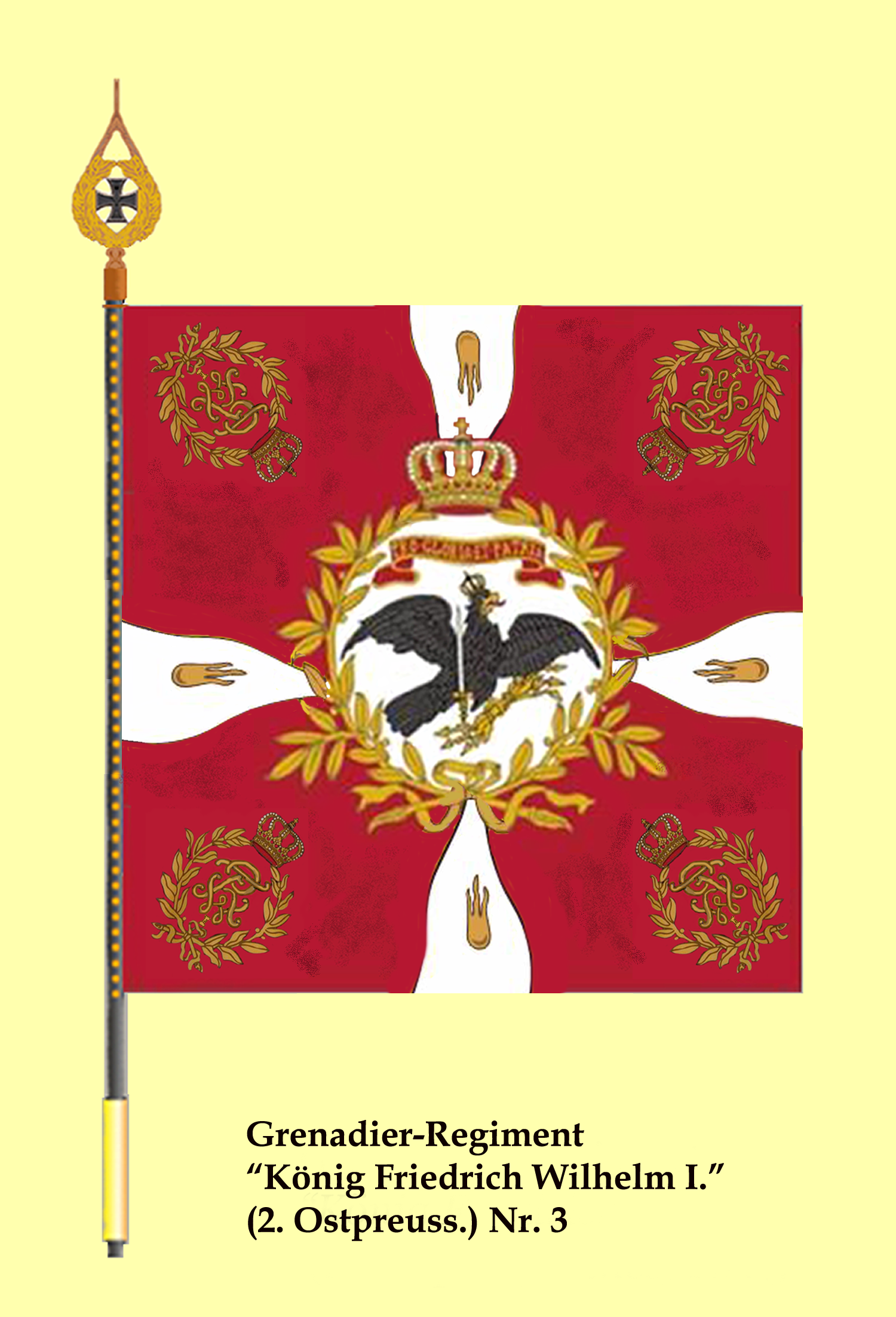
Fahne des Grenadier-Regiments Nr. 3

Das spätere Grenadier-Regiment „König Friedrich Wilhelm I.“ (2. Ostpreußisches) Nr. 3 war eines der ältesten Regimenter Preußens. Als 1685 gegründetes „Regiment zu Fuß“ war es Bestandteil der in der Folgezeit stark wachsenden altpreußischen Infanterieregimenter. Nach der verheerenden Niederlage von Jena und Auerstedt wurde die Preußische Armee von Scharnhorst praktisch neu aufgestellt. Dabei fand er das Infanterieregiment No. 11 im Reservekorps von L’Estocq nach der Schlacht bei Preußisch Eylau noch weitgehend intakt vor und gliederte es mit Resten des Infanterieregiments No. 51 in die neue Preußische Armee ein. Zusammen mit dem 1. Garde-Regiment zu Fuß bildete das „Grenadier-Regiment König Friedrich Wilhelm I. Nr. 3“ mit sechs weiteren Grenadierregimentern die „alten preußischen Regimenter“ in der neuen Preußischen Armee. In ihrer Garnison in Königsberg wurden die Soldaten schlicht die „Dritten Grenadiere“ bzw. das „Dritte Regiment“ genannt.

## Geschichte
In seiner 234-jährigen Geschichte diente das Regiment unter einem brandenburgischen Kurfürsten und neun verschiedenen preußischen Königen. Darüber hinaus, wurde es für Subsidienzahlungen von 1655 bis 1713 mehrfach an ausländische Landesherren (u. a. den Statthalter der Niederlande Wilhelm III. von Oranien) für fremde Konflikte „vermietet“.

### Regierungszeit Großer Kurfürst (bis 1688)
Am 18. August 1685 (Stiftungstag) wurde das Regiment unter dem Namen „Jung-Holstein“ durch den Großen Kurfürsten in der Zitadelle Wesel gegründet. Anfangs waren sie mit Handgranaten, Degen, Musketen und Piken bewaffnet.
Im Pfälzischen Erbfolgekrieg wurde das Regiment in Holland unter das Kommando von Wilhelm von Oranien gestellt, verteidigte erfolgreich die Festung Charleroi und kämpfte am Rhein unter General Barfus in Uerdingen 1689.

### Regierungszeit König Friedrich I. (1688–1713)
1693 war das Regiment Bestandteil der Kaiserlichen Truppen im Großen Türkenkrieg und kämpfte in Serbien und Ungarn. In Belgrad fiel der Kommandeur Oberstleutnant von Horn. Unter Prinz Eugen stritt es in Ungarn in der Schlacht bei Zenta.
1698 wurde die Garnison des Regimentes von Wesel nach Königsberg verlegt, dass bis 1765 der Stammsitz werden sollte. Das Regiment bezog seine Rekruten zu einem Drittel aus Königsberg, Angerapp und Drengfurth sowie die anderen zwei Drittel aus den Ämtern des östlichen Samlandes um Labiau-Tapiau bis zur Linie Tilsit-Insterburg.
Zur Erlangung der Königswürde hatte sich Friedrich I. verpflichtet sich am Spanischen Erbfolgekrieg (1701–1714) mit mehreren tausend Soldaten zu beteiligen. Unter Befehl des Fürsten Leopold von Dessau als Teil des Reichsheeres nahm das Regiment an Kämpfen in Italien bei Saffano und der Belagerung von Turin teil.

### Regierungszeit König Friedrich Wilhelm I. (1713–1740)
Vom Oktober bis Dezember 1715 nahm das Regiment als Teil des preußischen Invasionsheeres unter Führung des Königs Friedrich Wilhelm I. an der Belagerung von Stralsund und der Eroberung der Insel Rügen im Großen Nordischen Krieg erfolgreich teil. Nach dem Soldatenkönig wurde das Regiment nachfolgend benannt.

### Regierungszeit König Friedrich II. (1740–1786)
In den Schlesischen Kriegen (1740–1763) kämpfte es 1742 in der Schlacht bei Chotusitz in Böhmen. 1744 dann in der Schlacht bei Hohenfriedberg und in der Schlacht bei Soor. 1757 nahm es in der Schlacht bei Groß-Jägersdorf gegen die Russen teil. Einige Monate später eroberten Regimentssoldaten die Peenemünder Schanze von den Schweden. In der Schlacht von Zorndorf am 25. August 1758 halbierte sich die Mannschaftsstärke (726 Tote, Verwundete und Gefangene). Am 12. August 1759 erlitt die teilnehmende Grenadierkompanie in der Schlacht bei Kunersdorf mit 263 Toten, Verwundeten und Gefangenen ebenfalls hohe Verluste. Am 20. November 1759 kapitulierte das gesamte Regiment bei Maxen. 1760 wurde es wieder neu aufgestellt und nahm in der Schlacht bei Torgau und 1762 in der Schlacht bei Freiberg teil.

### Bis zu den Befreiungskriegen (1788–1815)
1794 nahm das Regiment als preußisches Kontingent gegen den Kościuszko-Aufstand in Polen teil und kehrte schon im darauf folgenden Jahr nach Königsberg zurück. Während des Vierten Koalitionskrieges wurde das Regiment 1806 an der Weichsel stationiert und verteidigte Danzig. 1807 zeichnete es sich in der Schlacht bei Preußisch Eylau aus. Am 1. Januar 1808 wurde das Regiment umformiert. Es bestand nun aus zwei Grenadierkompanien, zwei Musketierbataillone zu je vier Kompanien und einem Füsilierbataillon.
In den Befreiungskriegen (1813–1815) kämpfte es unter Führung der Generale York und Blücher bei Berlin, Wittenberg, Großgörschen, Bautzen, Löwenberg, Goldberg, Wartenburg, Leipzig, Metz, St. Dizier, Laon und Paris.

### Bis zur Reichseinigung (1815–1871)
Während des Deutschen Krieges von 1866, kämpfte das Regiment in Böhmen in der Schlacht bei Trautenau und der Schlacht bei Königgrätz. Im Deutsch-Französischen Krieg von 1870–1871, wurde das Regiment an den verschiedensten Schauplätzen des Krieges eingesetzt. Unter anderen bei: Colombey, Noisseville und bei Servigny, Amiens, Rouen, Evreux, Maison Brulet und St. Duen.

### Deutsches Kaiserreich (1871–1914)
In den langen Friedensjahren des Deutschen Kaiserreichs wurde das Regiment vollständig nach Königsberg zusammengezogen. Es wurde auch noch ein IV. Bataillon gebildet. Am ersten Geburtstag des Kaisers Wilhelm II. verlieh er in der Order vom 27. Januar 1889 dem Regiment seinen letzten Namen:

„Ich will dem 2. Ostpreußischen Grenadier-Regiment Nr. 3 in Anerkennung für die während seines über 200 jährigen Bestehens dem König und dem Vaterland geleisteten guten Dienste, einem besonderen Beweis Meiner Gnade und Wohlwollens dadurch geben, daß Ich ihm den NamenGrenadier-Regiment König Friedrich Wilhelm I.gebe. Ich vertraue dem Regiment, daß es sich des Namens Meines erhabenen um die Erziehung des preußischen Heeres hochverdienten Ahnherrn stets würdig zeigen und sich beeifern wird, durch treueste Pflichterfüllung seinem hohen Vorbilde nachzustreben.“

Im Boxeraufstand entsandte das Regiment zwei Offiziere, sieben Unteroffiziere und 67 Mannschaftssoldaten 1900 nach China als Freiwillige. Im Aufstand der Herero und Nama entsandte das Regiment ein Offizier, vier Unteroffiziere, 46 Mannschaftssoldaten als Freiwillige.

#### Wilhelm II. wird Regimentschef

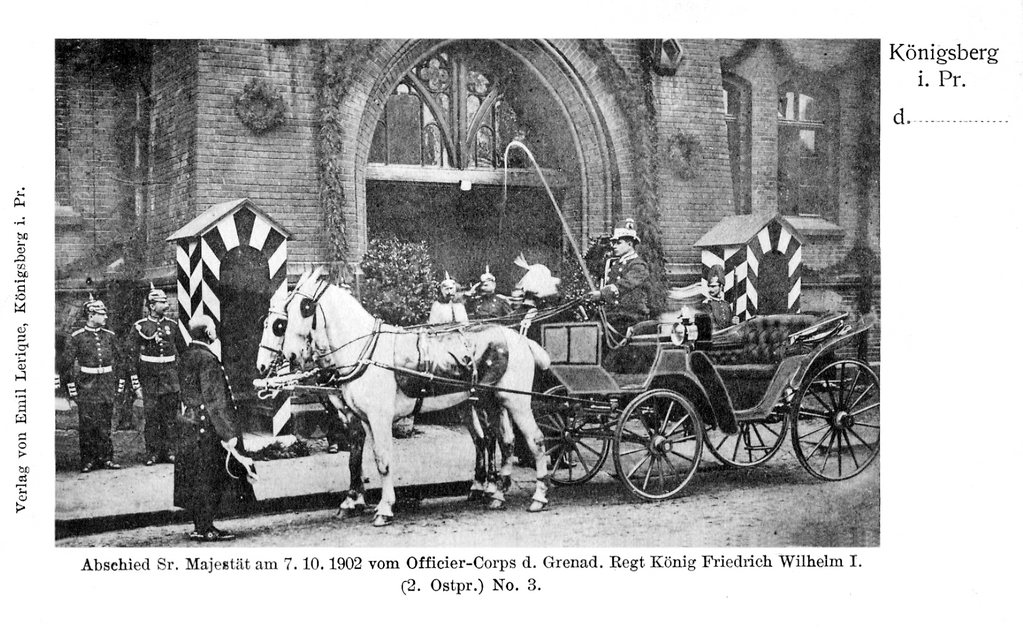
Abschied Kaiser Wilhelms II. vor dem Offizierskorps am 7. Oktober 1902

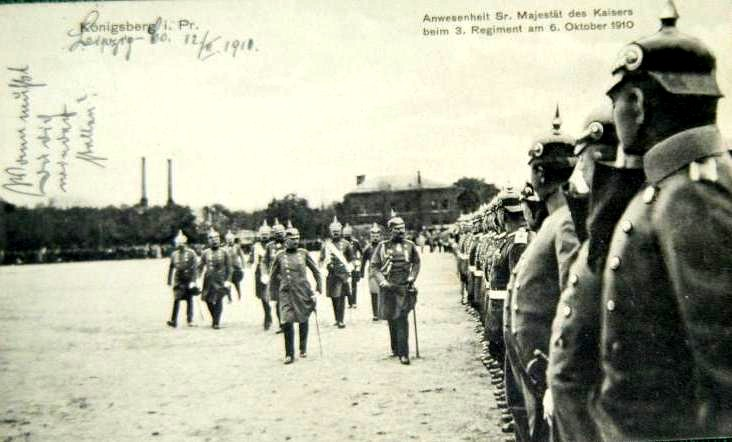
Kaiserbesuch am 6. Oktober 1910

Am 28. August 1901 hatte Wilhelm die Tücher der Regimentsfahnen allesamt erneuern lassen. Am 8. September fand ein Feldgottesdienst in der Schlosskirche zur Erinnerung an die 200-jährige Erhebung Preußens zum Königreich statt. Am Abend dieses Tages wurde das Regiment am Morgen des darauffolgenden Tages um 9 Uhr auf den Schlosshof befohlen. Der Kaiser ritt die Front ab und hielt folgende Ansprache:

„Es ist ein bedeutungsvolles Jahr, in dem wir leben, das Jahr 1901. Wie schon gestern bei der Feier in der Kirche, wo das Regiment durch seine Fahnen vertreten war, in Erinnerung gebracht ist, sind es jetzt 200 Jahre, daß es Gott dem Herrn gefallen hat, Meinem Hause die Königskrone zu erhalten. Ich will deshalb zu Meinem schönen I. Armeekorps und den Söhnen Meiner schönen Provinz Ostpreußen in engere Beziehungen treten und habe Mir dazu als euer oberster Kriegsherr das Regiment ausgesucht, das den Namen erhabenen Vorfahren, des Königs Friedrich Wilhelm I., führt, den Namen des Soldatenkönigs, der seine Souveränität stabilierte wie ein rocher de bronze. Das Regiment soll in Zukunft mich als seinen Chef ansehen, es soll den Namen Friedrich Wilhelm I. Fortführen, und ich behalte Mir vor, dem Regiment die äußeren Zeichen der Zugehörigkeit zu Meiner Person zu verleihen. Ich erwarte, daß das Regiment sich der hohen Auszeichnung, das Regiment seines Königs zu sein, würdig erweisen wird.“

Der Regimentskommandeur Oberst Gaddum sprach den Dank des Regiments aus und das Regiment antwortete mit einem dreifachen Hurra. Die auf die Cheferklärung bezugnehmenden Ordres lauteten:

„1. In dem Wunsche, dem I. Armeekorps gelegentlich meiner Anwesenheit bei den diesjährigen Herbstmanövern einen besonderen Beweis Meiner Anerkennung zu geben, erkläre Ich Mich hierdurch zum Chef des Grenadier-Regiments König Friedrich Wilhelm I. (2. Ostpreußisches) Nr. 3. Ich habe in Erinnerung an das 200 jährige Bestehen des Königreichs Preußen grade dieses Regiment dafür ausersehen, welches den Namen Meines erlauchten Vorfahren, des Soldatenkönigs, führt und seit langen Zeiten mit der alten Krönungsstadt und Meiner treuen Provinz Ostpreußen auf das engste verbunden ist.“

„2. An Mein Grenadier-Regiment König Friedrich Wilhelm I.(2. Ostpreußisches) Nr. 3: Ich will dem Grenadier-Regiment König Friedrich Wilhelm I. (2. Ostpreußisches) Nr. 3 an dem heutigen Tage, an welchem Ich Mich zu seinem Chef erklärt habe, noch einem weiteren Beweis Meiner Königlichen Gnade dadurch zuteilwerden lassen, daß Ich ihm verleihe: Zu den Helmen: den Gardeadler ohne Stern, zu den Kragen und Ärmelpatten für die Offiziere eine goldene Stickerei von der Art, wie sei von den Offizieren des Regiments unter den Großen Könige getragen worden ist, für die Mannschaften weiße Litzen. Ich hege zu dem Regiment das feste Vertrauen, daß es sich auch dieser neuen Auszeichnung stets würdig erweisen und Mir, Meinem Hause und dem Vaterlande durch alle Zeiten dieselbe Treue und Hingebung betätigen wird, die den unverwelklichen Ruhm seiner mehr als 200 jährigen Geschichte ausmacht.
Königsberg i. Pr. den 9. September 1901“

Alle Soldaten erhielten Garde-Dekorationen wie schon ein Jahr zuvor das Grenadier-Regiment „Kronprinz“ (1. Ostpreußisches) Nr. 1, obwohl das Regiment nicht zur Garde gezählt wurde: Für die Offiziere und Unteroffiziere der Gardeadler ohne Stern für den Helm, Kragen- und Ärmelpattenstickereien; die Mannschaften erhielten weiße Gardelitzen am Kragen. Es blieb aber bei der alten Bezeichnung: Grenadier-Regiment König Friedrich Wilhelm I. (2. Ostpreußisches) Nr. 3. Alljährlich besucht nun der Kaiser im Herbst (Anfang Oktober) nach dem Jagdaufenthalt in Rominten das Regiment. Nach der Begrüßung des Regiments durch eine Ansprache, verweilt er einige Stunden im Kreis des Offizierskorps.
Der Sohn des Monarchen Prinz August Wilhelm von Preußen wurde am 29. Januar 1905 à la suite des Regiments gestellt, nachdem er sein 18. Lebensjahr vollendet hat.

### Erster Weltkrieg (1914–1918)
Das Regiment zählte bei Ausbruch des Ersten Weltkriegs am 2. August 1914 rund 76 Offiziere und Diensttuer, sechs Ärzte, drei Zahlmeister und drei Bataillone zu je 1100 Unteroffizieren und Mannschaften sowie eine MG-Kompanie mit sechs Maschinengewehren, also rund 3400 Soldaten. Es war als Stammbesatzung für das Fort Quednau vorgesehen.
Unter seinem Kommandeur Oberst von Wedel kämpfte das Regiment bereits in den ersten Tagen des Krieges im Osten: Stallupönen, Gumbinnen, Tannenberg, Masurischen Seen, Suwałki, am Hańcza-See, Bakałarzewo, Lodz, Łowicz.
Anfang 1915 wurde es in den Karpaten eingesetzt. Am 9. April 1915 erstürmte es unter Führung von Generaloberst Felix Graf von Bothmer den Zwinin. Dann weiter in Wolhynien: an der Zlota Lipa, der Bania, am Styr und am Dnister, Ubrodowice, am Bug, im September in den Rokitnosümpfen bei Brest-Litowsk, Lisowo, Podgatje und wieder am Styr. Dort wurde am 18. Oktober 1915 die 9., 10. und 12. Kompanie vom Regiment abgeschnitten und gerieten in russische Kriegsgefangenschaft.
Dann ab dem 7. März 1916 Verlegung an die Westfront und Einsatz in der Schlacht um Verdun. So im Cailettewald, im Fuminrücken im Fauxgrund, im Chille-Wald, Damloup-Stellung. Am Fuminrücken nahm es an der Eroberung von Fort Souville teil.
Ab dem 1. August 1916 wieder an die Ostfront verlegt und kämpfte in den Karpaten bei Kirlibaba, am Deal Ormului, bei Cimboslawa-Wielka, Margurita, Jacobeny und 1917 in der Bukowina.
Als Folge des Friedensvertrages von Brest-Litowsk wurde es ab dem 2. Dezember 1917 wiederum im Westen eingesetzt: bei Étain, in der Kaiserschlacht, bei Hamel, Chalons-sur-Marne, vor Reims, an der Vesle, bei Charleville, der Laffaux-Ecke, Brimont, an der Suippes, Hunding- und Maas-Stellung. Am 25. und 26. Oktober 1918 wurde das II. Bataillon zusammen mit dem Füsilier-Bataillon komplett vernichtet. Vom ersten Bataillon blieb nur die 2. und 4. Kompanie übrig, etwa 250 Mann. Für die darauffolgenden Kämpfe um die Hunding-Stellung konnte die Anzahl der Toten nicht mehr ermittelt werden.
Für den detaillierten Kriegsablauf siehe: die 1. Division, in der auch das Regiment vertreten war.

### 250-Jahr-Feier in Königsberg

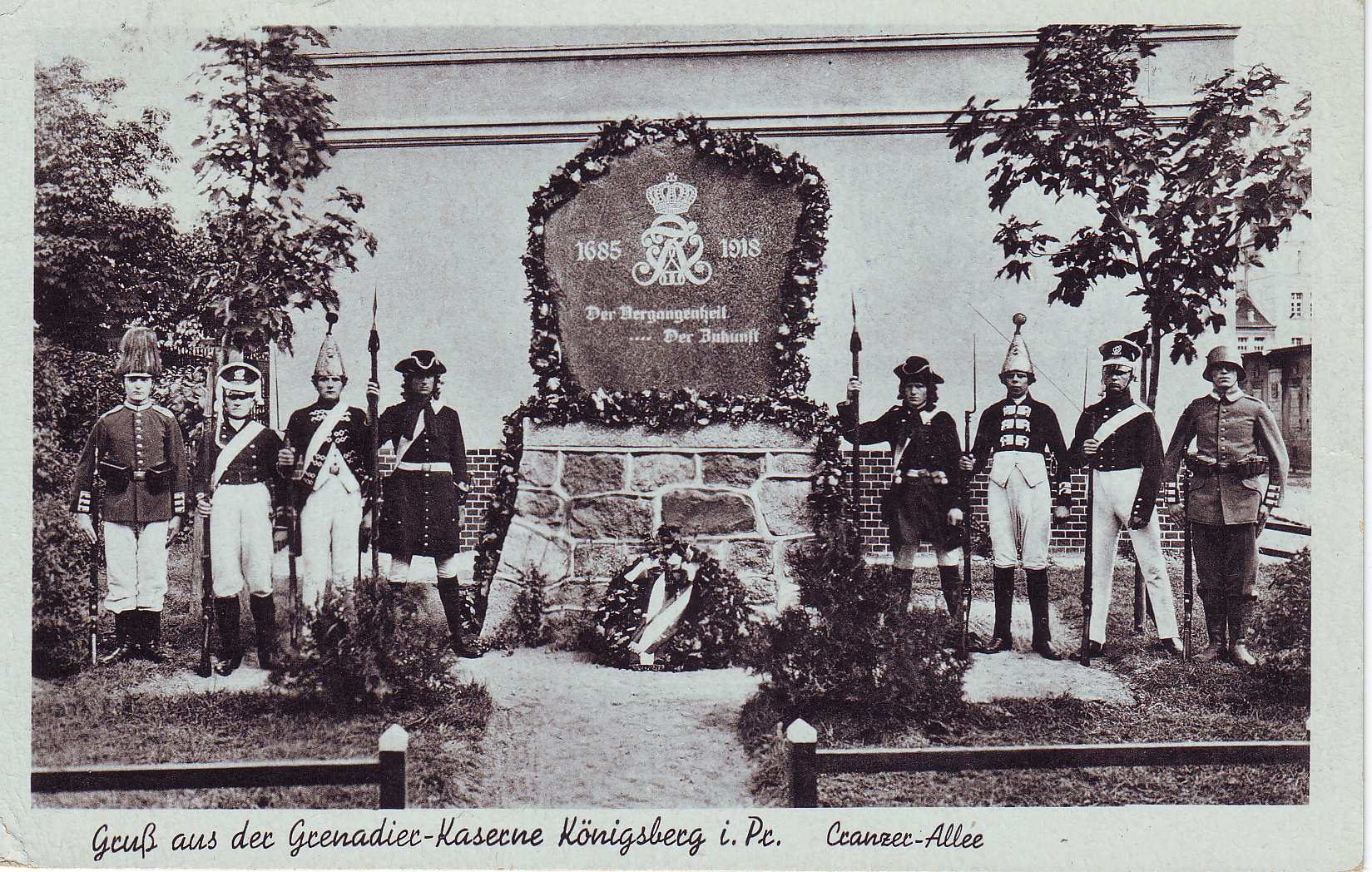
Gedenkstein des Regiments

Am 1. Oktober 1919 wurde das Regiment, als Folge des Waffenstillstand von Compiègne nach 234 Jahren des Bestehens aufgelöst. In der Grenadierkaserne an der Canzer-Allee, dem letzten Stationierungsort des Regimentes wurde ein Gedenkstein errichtet, der neben den Jahreszahlen 1685 und 1918 und dem Regimentszirkel auch die Worte: „Der Vergangenheit ... der Zukunft“ als Epitaph enthielt.
Am 18. August 1935 kam es zur 250-Jahr-Feier des Regimentes in Königsberg. Zwar bestand das Regiment nicht mehr, aber dennoch zeigte das Nationalsozialistische Regime sich traditionsbewusst. Die Grenadierkaserne, die das Regiment erst 1914 bezogen hatte (zuvor mit zwei Bataillonen in den nördlichen Bastionen des Wallrings untergebracht) (54° 43′ 55,8″ N, 20° 32′ 5″ O) ist auch heute noch in militärischer Nutzung.

## Regimentschefs

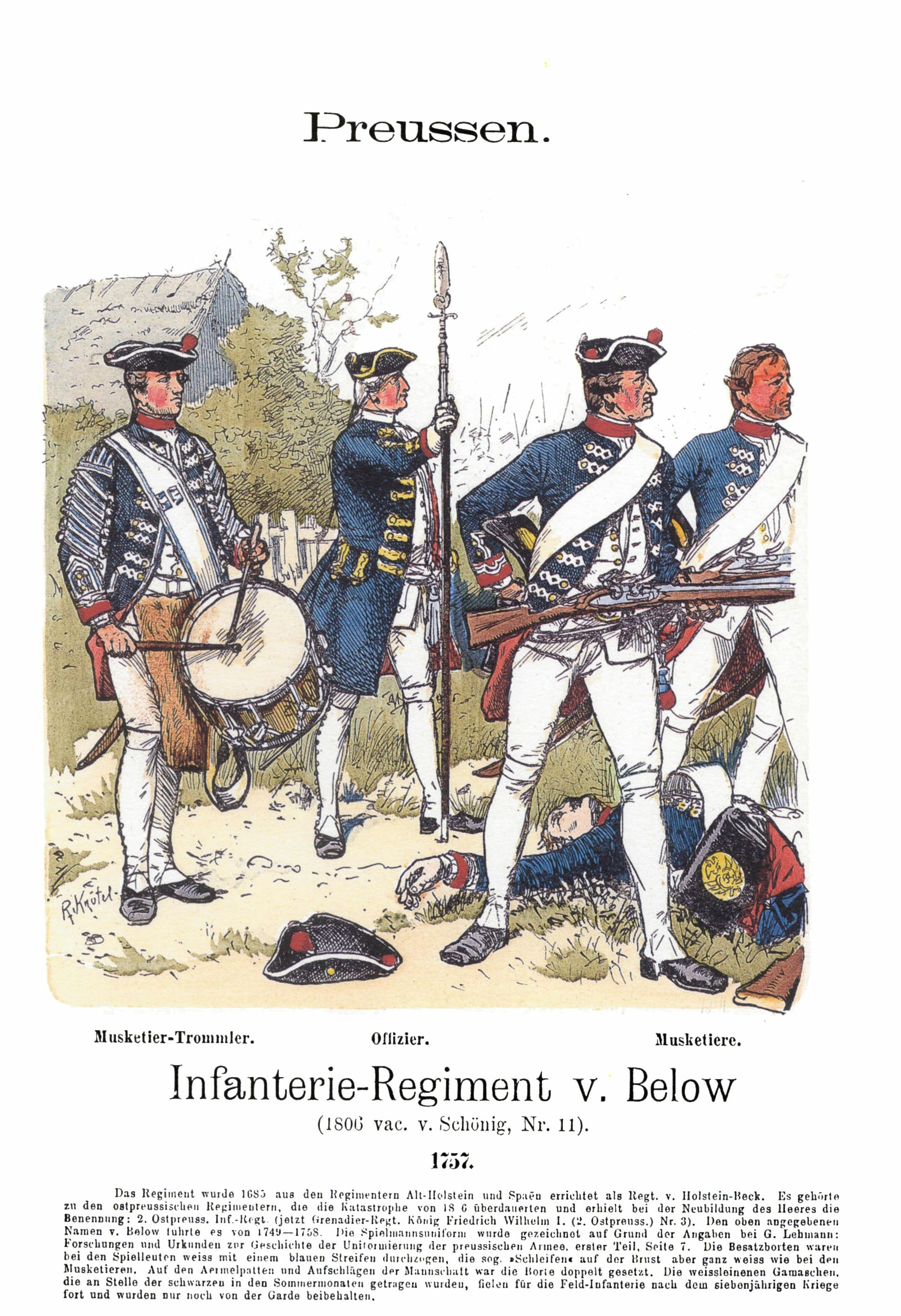
Musketiere des Regiments zur Zeit des Siebenjährigen Krieges

| Dienstgrad             | Name                                       | Datum                                     |
| ---------------------- | ------------------------------------------ | ----------------------------------------- |
| Generalfeldmarschall   | Friedrich Ludwig Herzog von Holstein-Beck  | 18. August 1685 bis 18. August 1721       |
| Generalfeldmarschall   | Friedrich Wilhelm Herzog von Holstein-Beck | 19. August 1721 bis 11. November 1749     |
| Generalleutnant        | Lorenz Ludwig von Below                    | 04. Dezember 1749 bis 11. September 1758  |
| Generalmajor           | Johann Karl von Rebentisch                 | 12. September 1758 bis 30. September 1763 |
| Generalleutnant        | Hans von Tettenborn                        | 01. Oktober 1763 bis 29. Juni 1776        |
| Generalmajor           | Jakob Rüdiger von Zastrow                  | 30. Juni 1776 bis 30. März 1782           |
| Generalmajor           | Friedrich Alexander von Rothkirch          | 21. Mai 1782 bis 20. Oktober 1785         |
| Generalmajor           | Karl von Voß                               | 01. März 1786 bis 25. Dezember 1790       |
| Generalleutnant        | Carl Ludwig Herzog von Holstein-Beck       | 26. Dezember 1790 bis 28. Februar 1798    |
| Generalleutnant        | Ernst von Schöning                         | 01. März 1798 bis 7. März 1807            |
| General der Infanterie | Heinrich von Preußen                       | 08. März 1807 bis 12. Juli 1846           |
| Generalfeldmarschall   | Albrecht von Österreich-Teschen            | 20. April 1859 bis 18. Februar 1895       |
|                        | Wilhelm II.                                | 09. September 1901 bis 28. November 1918  |

## Kommandeure
| Dienstgrad             | Name                                      | Datum                                                              |
| ---------------------- | ----------------------------------------- | ------------------------------------------------------------------ |
| Major/ Oberstleutnant  | Eberhard Friedrich Wilhelm von Graevenitz | 1767 bis 1771                                                      |
| Major                  | Johann Friedrich Ludwig von Wopersnow     | 1771                                                               |
|                        | Gottlieb von Ruskowski                    |                                                                    |
|                        | Ferdinand von Strachwitz                  | 20. März 1799 bis                                                  |
|                        | Hans Karl Friedrich Franz von Below       | 24. September 1808 bis                                             |
| Oberstleutnant/ Oberst | Friedrich Wilhelm von Sjöholm             | 28. März 1811 bis 22. Mai 1815 (mit der Führung beauftragt)        |
| Oberstleutnant/ Oberst | Friedrich Wilhelm von der Groeben         | 05. Januar 1816 bis 11. Februar 1827                               |
| Oberstleutnant/ Oberst | August von Sommerfeld                     | 12. Februar 1827 bis 29. März 1829 (mit der Führung beauftragt)    |
| Oberst                 | Karl August von Esebeck                   | 30. März 1829 bis 29. März 1835                                    |
| Oberst                 | Carl Rolas du Rosey                       | 30. März 1835 bis 4. Januar 1836 (mit der Führung beauftragt)      |
| Oberst                 | Carl Rolas du Rosey                       | 05. Januar 1836 bis 29. März 1840                                  |
| Oberstleutnant         | Karl Trützschler von Falkenstein          | 30. März bis 9. September 1840 (mit der Führung beauftragt)        |
| Oberst                 | Karl Trützschler von Falkenstein          | 10. September 1840 bis 30. März 1846                               |
| Oberst                 | Karl von Fuchs                            | 31. März bis 4. Oktober 1846 (mit der Führung beauftragt)          |
| Oberst                 | Karl von Fuchs                            | 05. Oktober 1846 bis 3. Dezember 1849                              |
| Oberstleutnant/ Oberst | Ludwig von Hoffmann                       | 04. Dezember 1849 bis 7. August 1854                               |
| Oberst                 | Heinrich Maximilian von Buddenbrock       | 05. Oktober 1854 bis 29. Mai 1857                                  |
| Oberst                 | Friedrich von Szymanowitz                 | 30. Mai 1857 bis 22. Juni 1858                                     |
| Oberstleutnant/ Oberst | Otto von Lehwaldt                         | 26. Juni 1858 bis 23. Juli 1861                                    |
| Oberstleutnant/ Oberst | Ewald Theodor von Scheffer                | 24. Juli 1861 bis 13. August 1865                                  |
| Oberstleutnant         | Heinrich von Blumenthal                   | 14. August 1865 bis 2. April 1866 (mit der Führung beauftragt)     |
| Oberstleutnant/ Oberst | Heinrich von Blumenthal                   | 03. April 1866 bis 13. Juli 1870                                   |
| Oberst                 | Erhard von Legat                          | 14. Juli 1870 bis 6. August 1874                                   |
| Oberstleutnant         | Albert Seelemann                          | 07. August bis 14. September 1874 (mit der Führung beauftragt)     |
| Oberst                 | Albert Seelemann                          | 15. September 1874 bis 10. Dezember 1880                           |
| Oberst                 | Anton Hakewessel                          | 11. Dezember 1880 bis 17. Januar 1881 (mit der Führung beauftragt) |
| Oberst                 | Anton Hakewessel                          | 18. Januar 1881 bis 7. Dezember 1885                               |
| Oberst                 | Wilhelm Meyer                             | 08. Dezember 1885 bis 5. Juli 1886                                 |
| Oberst                 | Theodor Caspar                            | 06. Juli 1886 bis 20. September 1889                               |
| Oberst                 | Friedrich von Pentz                       | 21. September 1889 bis 17. Oktober 1891                            |
| Oberst                 | Maximilian Sommer                         | 18. Oktober 1891 bis 26. Januar 1893                               |
| Oberst                 | Weddo von Glümer                          | 27. Januar 1893 bis 15. Juni 1896                                  |
| Oberst                 | Friedrich von dem Hagen                   | 16. Juni 1896 bis 14. August 1899                                  |
| Oberst                 | Max Gaddum                                | 15. August 1899 bis 24. Februar 1902                               |
| Oberst                 | Arnold von Amelunxen                      | 25. Februar 1902 bis 20. Mai 1906                                  |
| Oberst                 | Adalbert von Falk                         | 21. Mai 1906 bis 1. April 1909                                     |
| Oberst                 | Hugo von Bonin                            | 02. April 1909 bis 21. April 1912                                  |
| Oberst                 | Hasso von Wedel                           | 22. April 1912 bis 10. September 1914                              |
| Oberstleutnant         | Torsten von Posadowsky-Wehner             | 13. September bis 7. Oktober 1914                                  |
| Oberstleutnant         | Johannes Fleischer                        | 07. Oktober 1914 bis 28. Februar 1915                              |
| Oberstleutnant         | Heinrich von Bibra                        | 01. März bis 1. Juni 1915                                          |
| Oberstleutnant         | Johannes Fretzdorff                       | 02. Juni 1915 bis 24. November 1916                                |
| Major                  | Ulrich Schmidt                            | 25. November 1916 bis Juni 1917                                    |
| Oberstleutnant         | Alexander von Johnston                    | Juni 1917 bis 23. Februar 1919                                     |
| Oberstleutnant         | Hugo van den Bergh                        | 24. Februar bis 30. September 1919                                 |

## Regimentsname
- 1685–1808 Nach den jeweiligen Chefs
- 1806 zusätzlich mit No. 11
- 1808–1816 2. Ostpreußisches Infanterie-Regiment (Prinz Heinrich)
- 1816–1823 3. Infanterie-Regiment (2. Ostpreußisches)
- 1823–1860 3. Infanterie-Regiment
- 1860–1889 2. Ostpreußisches Grenadier-Regiment Nr. 3
- 1889–1919 Grenadier-Regiment „König Friedrich Wilhelm I.“ (2. Ostpreußisches) Nr. 3

## Garnisonen
- 1685  Wesel
- 1698–1765 Königsberg
- 1765–1772 Rastenburg, Angersburg, Nordenburg
- 1772–1776 Königsberg
- 1776–1781 Rastenburg, Angersburg, Nordenburg, Grenadiere Drengfurt
- 1781–1817 Königsberg
- 1817–1848 Stab, I. und II. Bat. in Königsberg, Füssilier-Bat. in Braunsberg 1819 und 1826, Stab II. und Füssilier-Bat. in Königsberg, I. Bat. in Memel
- 1848–1866 Stab, I. und Füssilier-Bat. in Königsberg, II. Bat. in Pillau (1848–1858), Gumbinnen (1858–1860), Bartenstein (1860–1866)
- 1866–1872 Stab, II. Bat. in Gumbinnen, I. Bat. in Bartenstein, II. Bat. in Gumbinnen
- 1872–1880 Stab, Füssilier-Bat. in Königsberg, I. Bat. in Bartenstein, II. Bat. in Gumbinnen
- 1880–1889 Stab, II. und Füssilier Bat. in Gumbinnen, I. Bat. in Insterburg
- 1889–1893 Königsberg
- 1893–1919 Stab, I. und II. Bat. in Königsberg, Füssilier-Bat. in Braunsberg

## Regimentsfahnen
Kaiser Wilhelm II. ließ im Jahr 1901 die Tücher aller Bataillone erneuern. Nachfolgende Order ging dem Regiment mit den Tüchern zu:
„An das Grenadier-Regiment König Friedrich Wilhelm I. (2. Ostpreußisches) Nr. 3

Ich will dem Grenadier-Regiment König Friedrich Wilhelm I. (2. Ostpreußisches) Nr. 3 einen besonderen Beweis Meiner Königlichen Gnade und Meiner seinen hervorragenden Diensten gewidmeten Anerkennung dadurch zuteil werden lassen, dass Ich die Tücher seiner ruhmgekrönen Fahnen erneuere. Ich tue dies in dem unerschütterlichen Vertrauen, daß das Regiment in der gleich treuer Pflichterfüllung fortfahren wird wie bisher.

Berlin, 28. August 1901  gez. Wilhelm“

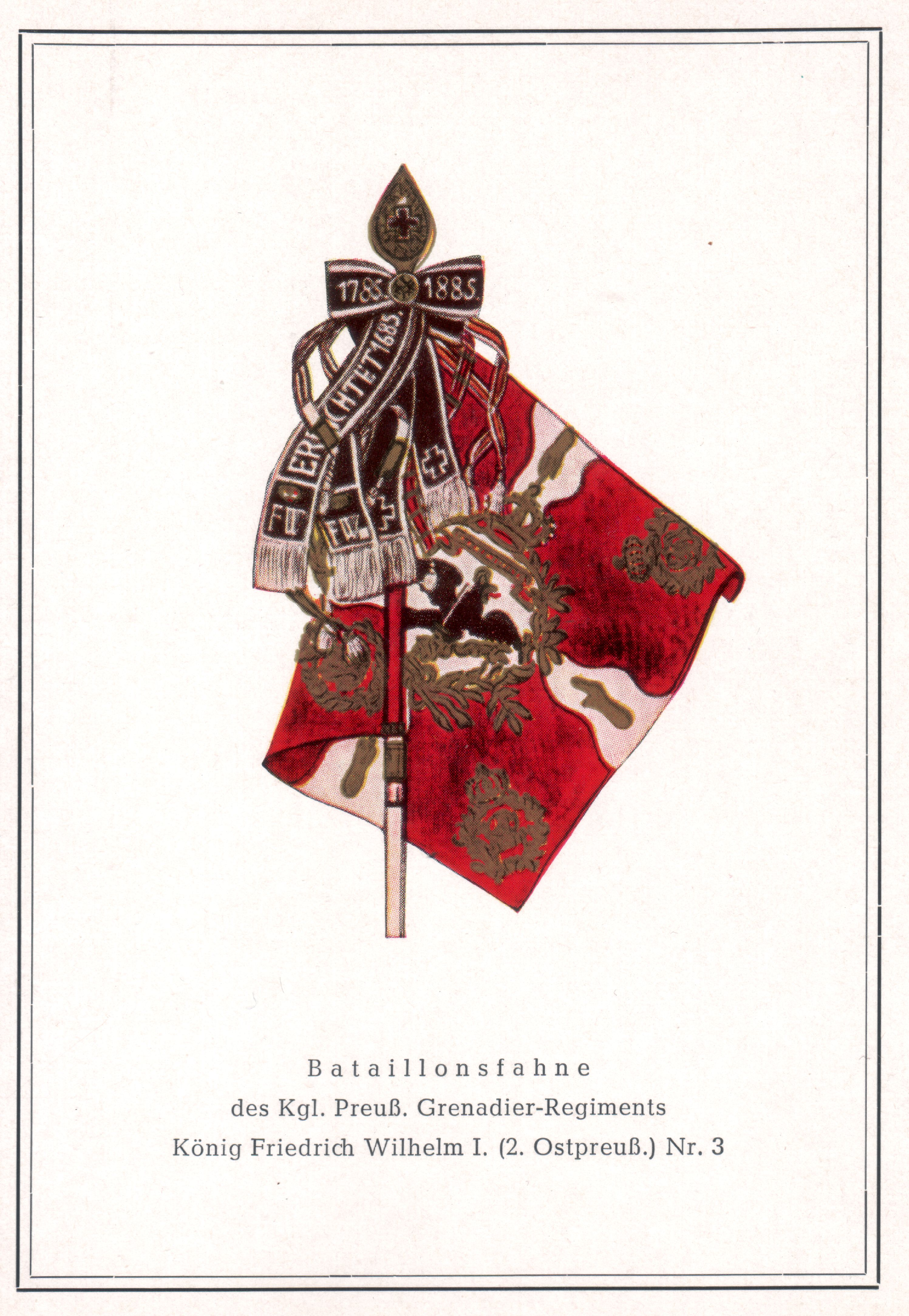
Regimentsfahne mit Tuch (1901) des I. und II. Bataillon

### Fahnenauszeichnungen

#### I. Bataillon
- 1815

a. Fahnenspitze mit dem Eisernen Kreuz
b. Band mit der Kriegsdenkmünze 1813/14
c. Messingreif um die zerschossene Fahnenstange mit der Aufschrift: „Möckern, 16. Oktober 1813“
- 1835 Ein Säkular-Fahnenband mit der Aufschrift: „Errichtet 1685“ zum 150 jährigen Bestehen
- 1866  Das Band der Feldzugsmedaille von 1866 für die Teilnahme an diesem Feldzug
- 1872 Band des Eisernen Kreuzes für die Teilnahme am Feldzug 1870/71
- 1885 Eine Säkular-Schleife zu dem 1835 verliehenen Fahnenband mit der Inschrift: „1885“ zum 200 jährigen Bestehen des Regiments
- 1895 Das Band der Feldzugsmedaille von 1870/71 mit Spange, welche die Namen der mitgemachten Schlachten enthielt zur 25-jährigen Wiederkehr.
- 1900 Eine Zentenar-Fahnenband zu Erinnerung an die Jahrhundertwende mit der Inschrift „18.8.1685 – 1.1.1900.“

Mit der Fahne in der Hand fiel am 16. Oktober in der Schlacht bei Möckern der Fahnenträger des I. Bat. Unteroffizier Pallasch beim Sturm auf die feindlichen Batterien. Die Fahnenstange wurde in zwei Stücke zerschlagen. Unteroffizier Sahme trug die Fahne bis zum Ende der Schlacht. Seitdem zierte ein Messingreif den Fahnenstock mit der Aufschrift: „Möckern den 16. Oktober 1813“. 1863 wurde diese, durch Befehl des Königs durch eine silberne ersetzt.

#### II. Bataillon
- 1815 Fahnenspitze mit dem Eisernen Kreuz, Band mit der Kriegsdenkmünze 1813/14
- 1835 Ein Säkular-Fahnenband mit der Aufschrift: „Errichtet 1685“ zum 150 jährigen Bestehen
- 1866 Das Band der Feldzugsmedaille von 1866 für die Teilnahme an diesem Feldzug 1872

a. Band des Eisernen Kreuzes für die Teilnahme am Feldzug 1870/71
b. Einen silbernen Ring um die zerschossene Fahnenstange mit der Aufschrift: „Roisseville, 1. September 1870“
c. Eine silberne Spange mit von derselben Inschrift, welche die Reste des abgeschossenen Bandes der Kriegsdenkmünze 1813/14 in einer Schleife zusammenfasst.
- 1885 Eine Säkular-Schleife zu dem 1835 verliehenen Fahnenband mit der Inschrift: „1885“ zum 200 jährigen Bestehen des Regiments
- 1895 Das Band der Feldzugsmedaille von 1870/71 mit Spange, welche die Namen der mitgemachten Schlachten enthielt zur 25-jährigen Wiederkehr.
- 1900 Eine Zentenar-Fahnenband zu Erinnerung an die Jahrhundertwende mit der Inschrift „18.8.1685 – 1.1.1900.“

In der Schlacht von Roisseville am 1. September 1870 wurde das Fahnentuch mittig durchschossen. Gleichzeitig wurde die Quaste des Bandes der Kriegsdenkmünze von 1813/14 abgeschossen. Die Fahnenstange zerbrach in zwei Teile. Der Fahnenträger Sergeant Rautenberg könnte trotz schwerer Hüftverwundung die Fahne in Sicherheit bringen. Seit dieser Zeit zierte ein Silberring den Fahnenstock mit der Aufschrift: „Roisseville den 1. September 1870“
Im Jahr 1810 verlieh König Friedrich Wilhelm III. dem I. und II. Bataillon vier neue Fahnen; da bei der Errichtung des Regiments bis dato üblich war, dass jede Kompanie eine Fahne führte, sodass das Regiment insgesamt acht Fahnen besaß:
„Mein lieber Oberst v. Below!

Ich übersende euch vier neue Fahnen für das 2. Ostpreußische Infanterie-Regiment mit dem Auftrage, dieselben dem Regiment unter den gebräuchlichen Feierlichkeiten übergeben zu lassen und dabei in meinen Namen zu erklären, wie Ich gewärtige, daß es, wenn die Beschützung des Vaterlandes es wieder erfordern sollte, diese Fahnen ebenfalls mit männlicher Unerschrockenheit und Standhaftigkeit gegen den Feind führen und dadurch den guten Ruf fortdauernd sich erhalten werde, welchen es sich im letzten Kriege unter eurem Kommando so rühmlich erworben hat. Ich bin euer wohlgeneigter König

Gez. Friedrich Wilhelm“

#### Füsilier-Bataillon
- 1817 Band mit der Kriegsdenkmünze 1813/14
- 1835 Ein Säkular-Fahnenband mit der Aufschrift: „Errichtet 1685“ zum 150 jährigen Bestehen
- 1866 Das Band der Feldzugsmedaille von 1866 für die Teilnahme an diesem Feldzug
- 1872 Band des Eisernen Kreuzes für die Teilnahme am Feldzug 1870/71
- 1885 Eine Säkular-Schleife zu dem 1835 verliehenen Fahnenband mit der Inschrift: „1885“ zum 200 jährigen Bestehen des Regiments
- 1895 Das Band der Feldzugsmedaille von 1870/71 mit Spange, welche die Namen der mitgemachten Schlachten enthielt zur 25-jährigen Wiederkehr.
- 1900 Eine Zentenar-Fahnenband zu Erinnerung an die Jahrhundertwende mit der Inschrift „18.8.1685 – 1.1.1900.“

Das Füsilier-Bataillon führte erst ab 1814 eine eigene Fahne.